# مايك إيفانز (كرة سلة)
مايك إيفانز (بالإنجليزية: Mike Evans)‏ مواليد 19 أبريل 1955 في غولدزبورو، هو مدرب كرة سلة أمريكي ولاعب سابق. بدأ مسيرته الاحترافية في سنة 1979. تم اختياره من قبل فريق دنفر ناغتس خلال الدرافت. يبلغ طوله 6 قدم 1 بوصة (1.9 م). اعتزل اللعب في 1989. أحرز خلال مسيرته في الإن بي إيه 4531 نقطة بمعدل 7.7 نقاط في المباراة الواحدة.

## المسيرة الاحترافية
لعب مع سان أنطونيو سبرز في موسم 1979–1980، ثم لعب مع ميلووكي باكز من سنة 1980 إلى 1982، ثم لعب مع كليفلاند كافالييرز في سنة 1982، ثم لعب مع دنفر ناغتس من سنة 1982 إلى 1988.

## إحصائيات المسيرة
| الفريق     | السنة   | G  | W  | L  | W–L% | النهاية | PG | PW | PL | PW–L% | النتيجة                  |
| ---------- | ------- | -- | -- | -- | ---- | ------- | -- | -- | -- | ----- | ------------------------ |
| دنفر ناغتس | 2001–02 | 56 | 18 | 38 | .321 | 6       | —  | —  | —  | —     | غاب عن الأدوار الإقصائية |
| المسيرة    | المسيرة | 56 | 18 | 38 | .321 |         | —  | —  | —  | —     |                          |

## روابط خارجية
- مايك إيفانز على موقع إن بي أي (الإنجليزية)
- مايك إيفانز على موقع سبورتس رفرنس (الإنجليزية)
- مايك إيفانز على موقع كلية كرة السلة في سبورتس رفرنس.كوم (الإنجليزية)
- مايك إيفانز على موقع ريلجم (الإنجليزية)
- مايك إيفانز على موقع بروبوليرز (الإنجليزية)
- مايك إيفانز على موقع سبورتس رفرنس (الإنجليزية)
- مايك إيفانز على موقع قاعة كنساس للمشاهير الرياضية (مؤرشف) (الإنجليزية)